# Tadeusz Cypka
Tadeusz Cypka (ur. 9 lipca 1952 w Osieczku) – były polski piłkarz występujący na pozycji napastnika. Jest wychowankiem Legii Warszawa. W klubie tym występował od 1966 roku, zaś od 1971 roku znajdował się w pierwszym zespole. W barwach Legii zadebiutował 14 sierpnia 1971 roku w ligowym spotkaniu z Górnikiem Zabrze. Swój ostatni mecz w barwach stołecznego zespołu Cypka rozegrał 17 maja 1980 roku przeciwko Lechowi Poznań. W 1980 roku został zawodnikiem Motoru Lublin, lecz już rok później ponownie zmienił klub. Tym razem podpisał kontrakt z Radomiakiem Radom. W 1982 roku wyjechał do Austrii, do klubu ASV Schrems, w którym występował do 1988 roku. Wtedy to zdecydował się zakończyć karierę.